# Кисельов Михайло Дмитрович
Миха́йло Дми́трович Кисельо́в (рос. Киселёв Михаил Дмитриевич, народився 23 грудня 1910 в селі Малий Ломовіс (нині — Пічаєвскій район Тамбовської області — 1944) — радянський військовик, капітан Робітничо-селянської Червоної Армії, учасник Великої Вітчизняної війни, Герой Радянського Союзу (1944).

## Життєпис
Закінчив сім класів школи та два курси робітфаку, після чого працював каменярем.
У 1934 був призваний на службу в Робітничо-селянську Червону Армію. У 1938 закінчив курси молодших лейтенантів.
З травня 1943 — на фронтах Німецько-радянської війни. До жовтня 1943 капітан Михайло Кисельов командував дивізіоном 88-й важкої гаубичної артилерійської бригади 13-ї артилерійської дивізії 7-го артилерійського корпусу прориву 27-ї армії Воронезького фронту. Відзначився під час битви за Дніпро.
У період з 1 по 12 жовтня 1943 Кисельов керував вогнем батарей свого дивізіону під час боїв в районі села Григорівка Канівського району Черкаської області Української РСР, внаслідок чого було знищено: 3 батареї мінометів, 8 кулеметів, самохідка і велика кількість солдатів і офіцерів противника. 3 жовтня 1943 року, коли німецькі війська прорвалися до позицій дивізіону, Кисельов підняв артилеристів в атаку, відкинувши противника.
Указом Президії Верховної Ради СРСР від 9 лютого 1944 капітан Михайло Кисельов був удостоєний звання Героя Радянського Союзу з врученням ордена Леніна і медалі «Золота Зірка».
4 серпня 1944 Кисельов загинув у бою. Похований у місті Сокаль Львівської області України.
Був також нагороджений орденами Олександра Невського, Вітчизняної війни 1-го та 2-го ступенів, Червоної Зірки.
У 1970-ті іменем Кисельова називалася вулиця в місті Сокаль, яка після здобуття Україною незалежності була перейменована у вулицю Тартаківську.